# Hanleyella
Hanleyella is een geslacht van keverslakken uit de familie van de Protochitonidae.

## Soorten
- Hanleyella asiatica Sirenko, 1973
- Hanleyella japonica  Saito, 1997
- Hanleyella oldroydi (Dall, 1919)